# أدريانا سيسنيروس
أدريانا سيسنيروس (بالإسبانية: Adriana Cisneros) هي صحفية وسيدة أعمال فنزويلية، ولدت في 17 ديسمبر 1979 في كاراكاس في فنزويلا.

## بداية حياتها وتعليمها
ولدت سيسنيروس في كاراكاس – فنزويلا لوالدين هما غوستافو سيسنيروس وباتريشيا فيلبس دي سيسنيروس. كان جد سيسنيروس (من جهة والدها) هو دييغو سيسنيروس الذي أسس Grupo Cisneros. كان جدها من جهة أمها ويليام إتش فيلبس الابن حيث كان هو جدها الأكبر لأمها ويليام إتش فيلبس الأب الذي بدأ في عام 1953 أول محطة تلفزيونية في فنزويلا. كلاهما كانا من رجال الأعمال وعلماء الطيور.كان لدى سيسنيروس أخ أكبر يدعى جاليميرو وأخت كبيرة تدعى كارولوينا سيسنيروس دو رودريجيز Carolina Cisneros de Rodríguez
في عام 1998 تخرجت سيسنيروس من أكاديمية ديرفيلد ( مدرسة داخلية في ديرفيلد)في  ماساتشوستس ثم التحقت مع أفراد الأسرة الآخرين.
وفي عام 2002 م حصلت سيسنيروس على درجة البكالوريوس من جامعة كولومبيا و في عام 2005 حصلت على درجة الماجستير في الصحافة من جامعة نيويورك. في عام 2010  التحقت سيسنيروس ببرنامج تنمية المهارات القيادية في كلية هارفارد للأعمال.

## وصلات خارجية
- الموقع الرسمي